# 烈風隊
烈風隊（れっぷうたい）は、新日本プロレスのプロレスラー、スーパー・ストロング・マシンとジョージ高野のタッグチーム。

## 概要
入門が同期である両者により1989年に結成。ユニット名は『ワールドプロレスリング』において公募されていたが、最終的にはジョージ自らが発案した烈風隊が名称となった。同年3月16日、長州力&マサ斎藤を破り、IWGPタッグ王座を獲得。しかし、7月16日に長州力と当時若手の飯塚孝之組に敗れて陥落。その後、烈風隊は目立った活動が見られないまま自然消滅した。

## その他
マシンが「魔界倶楽部」の「魔界1号」として活動している時期に「魔界2号」こと筑前りょう太から、自分と「烈風隊」を再結成してくれとの発言を受けたが明確に解答しないまま現在に至っている。

## 獲得タイトル
- IWGPタッグ王座（第9代）